# Gibraltar National League 2019-20
La Primera División de Gibraltar 2019-20 fue la primera edición de la Gibraltar National League. La liga se anunció en junio de 2019 cuando la Asociación de Fútbol de Gibraltar decidió fusionar la Primera División con la Segunda División de Gibraltar al final de la temporada 2018-19. El 1 de agosto de 2019, se confirmó que la liga sería disputada por 16 equipos.
A la luz de la pandemia del Covid-19, la temporada se suspendió en marzo de 2020. El Grupo Challenge fue abandonado, mientras que la FA de Gibraltar buscó concluir el Grupo Campeonato de alguna forma. El 1 de mayo de 2020, la Asociación de Fútbol de Gibraltar anunció que la temporada del fútbol nacional había terminado. Después de que la liga discutió si se otorgaría el título, la FA de Gibraltar anunció el 7 de mayo de 2020 que la temporada fue declarada nula y el título permanecería vacante.

## Sistema de competición
El 1 de agosto de 2019, la GFA confirmó los detalles de la reestructuración del fútbol nacional en Gibraltar y el formato de la nueva liga de 16 equipos. Los equipos jugarán en una sola ronda como una sola liga, antes de dividirse en dos grupos: el Grupo de Campeonato disputado por los 8 mejores equipos y el Grupo de desafío entre los 8 peores. Los ganadores del Grupo Challenge recibirán el Trofeo GFA Challenge y entrarán directamente a la segunda ronda de la Rock Cup de la próxima temporada.

## Clubes participantes
Un total de 16 equipos disputaran la liga incluyendo los 10 equipos participantes de la Primera División de Gibraltar 2018-19, y los 6 participantes de la Segunda División de Gibraltar 2018-19 excepto el Hound Dogs. Sin embargo, Gibraltar Phoenix, Gibraltar United, y Leo se retiraron de la liga antes de jugar un juego. El 11 de septiembre, la GFA expulsó al FC Olympique.
| Equipo           | Entrenador             | Marca  |
| ---------------- | ---------------------- | ------ |
| Boca Gibraltar   | Christian Ressa        | ES     |
| Bruno's Magpies  | David Wilson           | Nike   |
| College 1975     | Jesús Cano             | Joma   |
| Europa           | Rafa Escobar           | Jako   |
| Europa Point     | Allen Bula             | Luanvi |
| Glacis United    | Jesús Napolitano       | Nike   |
| Lincoln Red Imps | Víctor Afonso          | Adidas |
| Lions Gibraltar  | Albert Ferri           | Givova |
| Lynx             | Calos Gobantes         | Givova |
| Manchester 62    | Jeff Wood              | Joma   |
| Mons Calpe       | Lorenzo Morón Vizcaíno | Givova |
| St. Joseph's     | Raúl Procopio          | Joma   |

## Temporada regular

### Clasificación
| Pos. | Equipo           | Pts. | PJ | G  | E | P  | GF | GC | Dif. | Clasificación 2019–20 |
| ---- | ---------------- | ---- | -- | -- | - | -- | -- | -- | ---- | --------------------- |
| 1    | Europa           | 31   | 11 | 10 | 1 | 0  | 58 | 8  | +50  | Grupo Campeonato      |
| 2    | St. Joseph's     | 29   | 11 | 9  | 2 | 0  | 43 | 5  | +38  | Grupo Campeonato      |
| 3    | Lincoln Red Imps | 27   | 11 | 9  | 0 | 2  | 48 | 9  | +39  | Grupo Campeonato      |
| 4    | Lynx             | 23   | 11 | 7  | 2 | 2  | 28 | 11 | +17  | Grupo Campeonato      |
| 5    | Bruno's Magpies  | 18   | 11 | 6  | 0 | 5  | 22 | 21 | +1   | Grupo Campeonato      |
| 6    | Lions Gibraltar  | 15   | 11 | 4  | 3 | 4  | 22 | 25 | −3   | Grupo Campeonato      |
| 7    | Mons Calpe       | 14   | 11 | 4  | 2 | 5  | 24 | 27 | −3   | Grupo Desafío         |
| 8    | Manchester 62    | 10   | 11 | 3  | 1 | 7  | 10 | 29 | −19  | Grupo Desafío         |
| 9    | Boca Gibraltar   | 9    | 11 | 2  | 3 | 6  | 16 | 29 | −13  | Grupo Desafío         |
| 10   | Europa Point     | 8    | 11 | 2  | 2 | 7  | 12 | 25 | −13  | Grupo Desafío         |
| 11   | Glacis United    | 6    | 11 | 2  | 0 | 9  | 15 | 47 | −32  | Grupo Desafío         |
| 12   | College 1975     | 0    | 11 | 0  | 0 | 11 | 5  | 67 | −62  | Grupo Desafío         |

Actualizado a los partidos jugados el 19 de diciembre de 2019.
 Fuente: UEFA

### Tabla de resultados cruzados
| Local \ Visitante | BOC | BRU | COL | EFC  | EPO | GLA | LIN | LGI | LYN | MAN | MON | SJO |
| ----------------- | --- | --- | --- | ---- | --- | --- | --- | --- | --- | --- | --- | --- |
| Boca Gibraltar    | —   | 1–2 | —   | —    | 1–1 | —   | 1–8 | —   | 1–3 | —   | 1–1 | —   |
| Bruno's Magpies   | —   | —   | —   | 0–6  | —   | —   | 0–3 | 2–0 | —   | —   | 1–3 | 0–3 |
| College 1975      | 0–4 | 1–3 | —   | 0–12 | —   | —   | —   | 1–6 | —   | 0–3 | 1–9 | —   |
| Europa            | 6–1 | —   | —   | —    | 1–0 | 6–2 | 4–1 | —   | 2–0 | —   | —   | 2–2 |
| Europa Point      | —   | 2–3 | 6–1 | —    | —   | 0–3 | —   | —   | 0–5 | 1–3 | —   | —   |
| Glacis United     | 0–2 | 0–9 | 4–0 | —    | —   | —   | —   | 1–3 | —   | 2–3 | 0–5 | —   |
| Lincoln Red Imps  | —   | —   | 9–1 | —    | 3–0 | 8–0 | —   | —   | 4–0 | 2–0 | —   | —   |
| Lions Gibraltar   | 6–4 | —   | —   | 2–5  | 0–0 | —   | 1–7 | —   | 0–0 | —   | —   | 0–4 |
| Lynx              | —   | 2–0 | 4–0 | —    | —   | 3–2 | —   | —   | —   | 5–0 | 5–1 | —   |
| Manchester 62     | 0–0 | 0–2 | —   | 0–7  | —   | —   | —   | 0–3 | —   | —   | 1–4 | —   |
| Mons Calpe        | —   | —   | —   | 0–7  | 0–2 | —   | 0–2 | 1–1 | —   | —   | —   | 0–6 |
| St. Joseph´s      | 2–0 | —   | 7–0 | —    | 5–0 | 8–1 | 2–1 | —   | 1–1 | 3–0 | —   | —   |

## Grupo Campeonato

### Clasificación
| Pos. | Equipo               | Pts. | PJ | G  | E | P  | GF | GC | Dif. | Clasificación 2020–21                                |
| ---- | -------------------- | ---- | -- | -- | - | -- | -- | -- | ---- | ---------------------------------------------------- |
| 1    | Europa (Q)           | 49   | 17 | 16 | 1 | 0  | 85 | 9  | +76  | Primera Ronda Clasificatoria de la Liga de Campeones |
| 2    | St. Joseph's (Q)     | 44   | 17 | 14 | 2 | 1  | 58 | 15 | +43  | Ronda Preliminar de la Liga Europea                  |
| 3    | Lincoln Red Imps (Q) | 39   | 17 | 13 | 0 | 4  | 68 | 15 | +53  | Ronda Preliminar de la Liga Europea                  |
| 4    | Lynx                 | 29   | 17 | 9  | 2 | 6  | 37 | 31 | +6   |                                                      |
| 5    | Bruno's Magpies      | 21   | 17 | 7  | 0 | 10 | 29 | 41 | −12  |                                                      |
| 6    | Lions Gibraltar      | 15   | 17 | 4  | 3 | 10 | 30 | 55 | −25  |                                                      |

Actualizado a los partidos jugados el 29 de febrero de 2020.
 Fuente: Soccerway

### Tabla de resultados cruzados
| Local \ Visitante | BRU | EFC | LIN | LGI | LYN | STJ |
| ----------------- | --- | --- | --- | --- | --- | --- |
| Bruno's Magpies   | —   | 0–5 | 1–5 | --- | --- | 1–2 |
| Europa            | --- | —   | --- | 5–0 | 5–0 | 3–1 |
| Lincoln Red Imps  | --- | 0–2 | —   | 7–1 | 5–0 | --- |
| Lions Gibraltar   | 2–3 | 0–7 | --- | —   | 2–3 | --- |
| Lynx              | 3–1 | --- | 1–3 | --- | —   | 2–3 |
| St. Joseph's      | 3–1 | --- | 1–0 | 5–3 | --- | —   |

## Grupo Desafío

### Clasificación
| Pos. | Equipo         | Pts. | PJ | G  | E | P  | GF | GC | Dif. |
| ---- | -------------- | ---- | -- | -- | - | -- | -- | -- | ---- |
| 1    | Mons Calpe     | 33   | 18 | 10 | 3 | 5  | 49 | 28 | +21  |
| 2    | Europa Point   | 25   | 18 | 7  | 4 | 7  | 35 | 38 | −3   |
| 3    | Manchester 62  | 19   | 18 | 6  | 1 | 11 | 21 | 48 | −27  |
| 4    | Boca Gibraltar | 16   | 17 | 4  | 4 | 9  | 30 | 45 | −15  |
| 5    | Glacis United  | 10   | 17 | 3  | 1 | 13 | 21 | 56 | −35  |
| 6    | College 1975   | 1    | 18 | 0  | 1 | 17 | 18 | 99 | −81  |

Actualizado a los partidos jugados el 12 de marzo de 2020.
 Fuente: Soccerway

### Tabla de resultados cruzados
| Local \ Visitante | BOC | COL | EPO | GLA | MAN | MON  |
| ----------------- | --- | --- | --- | --- | --- | ---- |
| Boca Gibraltar    | —   | 7–5 | 2–4 | —   | —   | 0–2  |
| College 1975      | —   | —   | 2–6 | 1–2 | —   | 0–6  |
| Europa Point      | 2–1 | 5–5 | —   | 2–1 | 3–1 | —    |
| Glacis United     | 2–2 | —   | —   | —   | 1–2 | 0–1  |
| Manchester 62     | 1–2 | 5–0 | —   | 1–0 | —   | 1–11 |
| Mons Calpe        | —   | 1–0 | 1–1 | —   | 3–0 | —    |

## Estadísticas

### Goleadores
| Pos. | Jugador              | Club             | Goles |
| ---- | -------------------- | ---------------- | ----- |
| 1    | Juanfri              | St Joseph's      | 24    |
| 2    | Liam Walker          | Europa           | 21    |
| 3    | Kike Gómez           | Lincoln Red Imps | 15    |
| 4    | Manu Dimas           | Europa           | 14    |
| 4    | Juampe               | Europa           | 14    |
| 6    | Boro                 | St Joseph's      | 12    |
| 6    | Alberto Caravaca     | Lions Gibraltar  | 12    |
| 6    | Germán Cortés        | Boca Gibraltar   | 12    |
| 9    | Sergio Molina Rivero | Lincoln Red Imps | 9     |
| 9    | Gato                 | Lincoln Red Imps | 9     |